# Музей пива Гіннес
Музей пива Гіннес (англ. Guinness Storehouse) — музей у Дубліні. 

## Короткий опис
Одна з культових пам'яток столиці Ірландії (найвідвідуваніший з безкоштовних атракціонів країни в 2006 році , 700000 відвідувачів на рік, лише 5% з них — ірландці ), побудована в 1904 році . 
Музей розташований в семиповерховій цегляній будівлі, яка спочатку використовувалося для ферментації. У музеї є бар «Гравітація», серед тем виставкових залів — історія, традиції бренду, методи виготовлення пива та шляхи його поширення, зал «вибір» про шкоду алкоголю, колекція реклами і пивних бочок, секція для записів відвідувачів. Центр відкрився в 2000 році, в 2003 році була проведена кампанія «Discover the vital world» .
У музею був попередник — Guinness Hophouse, який з часом був визнаний недостатньо сучасним .